# Hylebatis
Hylebatis is een geslacht van vlinders van de familie van de grasmotten (Crambidae), uit de onderfamilie van de Acentropinae. De wetenschappelijke naam en de beschrijving van dit geslacht werden voor het eerst in 1908 gepubliceerd door Alfred Jefferis Turner. 
Dit geslacht is monotypisch, dat wil zeggen dat het maar één soort heeft namelijk Hylebatis scintillifera Turner, 1908 uit Australië.